# Jazzklubb
|  | Den här artikeln är nominerad till att bli en utmärkt eller bra artikel. Vad tycker du? Gör din röst hörd! |

Jazzklubb kan ha två betydelser: det kan vara en sammanslutning för personer som är intresserade av jazz, men det kan även avse en lokal vars huvudsakliga ändamål är att ge möjlighet att lyssna på jazzmusik. Internationellt är jazzklubben ofta en kommersiell lokal där det dels spelas levande jazzmusik, dels samtidigt serveras mat och dryck.

## Svenska jazzklubbar
Jazzmusiken kom till Sverige under 1920-talet och snart bildades jazzklubbar på olika håll i landet. År 1948 bildades Svenska jazzklubbarnas riksförbund, SJR (från 1968 Svenska jazzriksförbundet, och sedan 2011 Riksförbundet Svensk Jazz). Jazzklubbar förekom i många länder, inte sällan med de franska hot-klubbarna som förebild. Även svenska jazzklubbar benämndes ibland som hot-klubbar under de första decennierna. 
Inledningsvis bestod jazzklubbarnas verksamhet mest av att i grupp lyssna på jazzskivor, ofta kombinerat med att någon speciellt initierad höll föredrag om de grammofonskivor som spelades. Med tiden kom alltfler jazzklubbar att arrangera jazzkonserter. 1940- och 50-talen blev en blomstringstid för svensk jazz. Folkparkerna blev viktiga spelplatser för både svenska och amerikanska jazzmusiker, och bidrog till att flera svenska jazzskivor blev framgångsrika i USA. 1960-talet blev en tid av tillbakagång för många jazzklubbar bland annat på grund av ökad konkurrens från popmusiken.
Jazzklubbslivet i Sverige lever dock vidare mycket tack vare eldsjälar och ideella föreningar, och föreningen Svensk Jazz representerar idag (2025) närmare hundra klubbar som tillsammans arrangerar över tusen konserter varje år.
Några kända svenska jazzklubbar är Fasching, Gyllene cirkeln och Nalen i Stockholm, Nefertiti i Göteborg och Studion i Umeå.

## Utmärkelser
Riksförbundet Svensk jazz har sedan år 2017 utdelat utmärkelsen Årets jazzklubb till en "jazzklubb som efter sina förutsättningar skapat fantastiska möten mellan musik och publik i arrangemangets alla delar."
- 2017 — Öbacka Jazz & Blues[6][7]
- 2018 — Örebro Jazz & Blues (numera Örebro Jazz & Beyond)[8]
- 2019 — Musikföreningen Crescendo[9]
- 2020 — Jazzklubben Sundsvall[10]
- 2021 —  Alvesta Jazz & Blues[11]
- 2022 — Folkets Hus Älmhult[12]
- 2023 — Eskilstuna jazzklubb[13]
- 2024 — Jazz i Halmstad[14]
- 2025 — GIG Jazzförening - Groove i Gnesta[5][15]

### Fotnoter
1. 1 2  ”Jazzklubbar i Sverige - en historisk tillbakablick”. sirjay.se. 17 mars 2025. https://sirjay.se/jazzklubbar-i-sverige-en-historisk-tillbakablick/. Läst 18 maj 2025.
2. ↑  ”Om Oss / Historik”. Svensk Jazz. https://svenskjazz.se/om-oss/. Läst 18 maj 2025.
3. ↑  Mischa van Kan (3 oktober 2022). ”När svensk jazz gjorde succé i USA – och blev en av Sveriges första musikexporter”. Linnéuniversitetet. https://lnu.se/mot-linneuniversitetet/aktuellt/nyheter/2022/nar-svensk-jazz-gjorde-succe-i-usa/. Läst 18 maj 2025.
4. ↑  ”Svenska jazzklubbar och scener.”. www.digjazz.se. https://www.digjazz.se/Klubbjazz.html. Läst 17 maj 2025.
5. 1 2  ”GIG Groove i Gnesta utsedd till Årets Jazzklubb 2025!”. svenskjazz.se. 9 maj 2025. https://svenskjazz.se/gig-groove-i-gnesta-utsedd-till-arets-jazzklubb-2025/. Läst 17 maj 2025.
6. ↑  ”Årets Jazzklubb 2017”. obackajazzoblues.se. https://obackajazzoblues.se/kontakt.html. Läst 17 maj 2025.
7. ↑  ”Öbacka Jazz & Blues utsedd till Årets Jazzklubb”. jeffersonbluesmag.com. 4 mars 2017. https://jeffersonbluesmag.com/oebacka-jazz-blues-utsedd-till-arets-jazzklubb/. Läst 17 maj 2025.
8. ↑  ”Ørebro Jazz och Blues Club – årets jazzklubb i Sverige”. salt-peanuts.eu. 22 januari 2018. https://salt-peanuts.eu/orebro-jazz-och-blues-club-prets-jazzklubb-i-sverige/. Läst 17 maj 2025.
9. ↑  ”Årets jazzklubb – Årets jazzkommun”. kultursidan.nu. 13 april 2019. https://www.kultursidan.nu/?p=41086. Läst 17 maj 2025.
10. ↑  ”Utmärkelser & annat skryt”. jazzklubbensundsvall.se. https://jazzklubbensundsvall.se/utmarkelser-annat-skryt/. Läst 17 maj 2025.
11. ↑  ”Alvesta Jazz & Blues är Årets Jazzklubb 2021”. lokaltidningenvaxjo.se. 23 maj 2021. https://lokaltidningenvaxjo.se/nyheter/alvesta-jazz-og-blues-ar-aarets-jazzklubb-2021/1156. Läst 17 maj 2025.
12. ↑  ”Folkets Hus i Älmhult årets jazzklubb”. 17 mars 2022. https://orkesterjournalen.com/folkets-hus-i-almhult-arets-jazzklubb/. Läst 17 maj 2025.
13. ↑  ”Utmärkelsen Årets jazzklubb till Eskilstuna”. lira.se. 8 maj 2023. https://www.lira.se/utmarkelsen-arets-jazzklubb-till-eskilstuna/. Läst 17 maj 2025.
14. ↑  ”Jazz i Halmstad årets jazzklubb”. orkesterjournalen.com. 16 maj 2024. https://orkesterjournalen.com/jazz-i-halmstad-arets-jazzklubb/. Läst 17 maj 2025.
15. ↑  ”Sörmlandsförening blev Årets Jazzklubb”. osp.nu. https://osp.prenly.com/p/ostra-sormlands-posten/2025-05-20/r/12/22-23/3541/1913001. Läst 20 maj 2025.